# Uzès
Uzès este o comună în departamentul Gard din sudul Franței. În 2009 avea o populație de 8.339 de locuitori.

## Apeductul roman Uzès - Pont du Gard - Nîmes

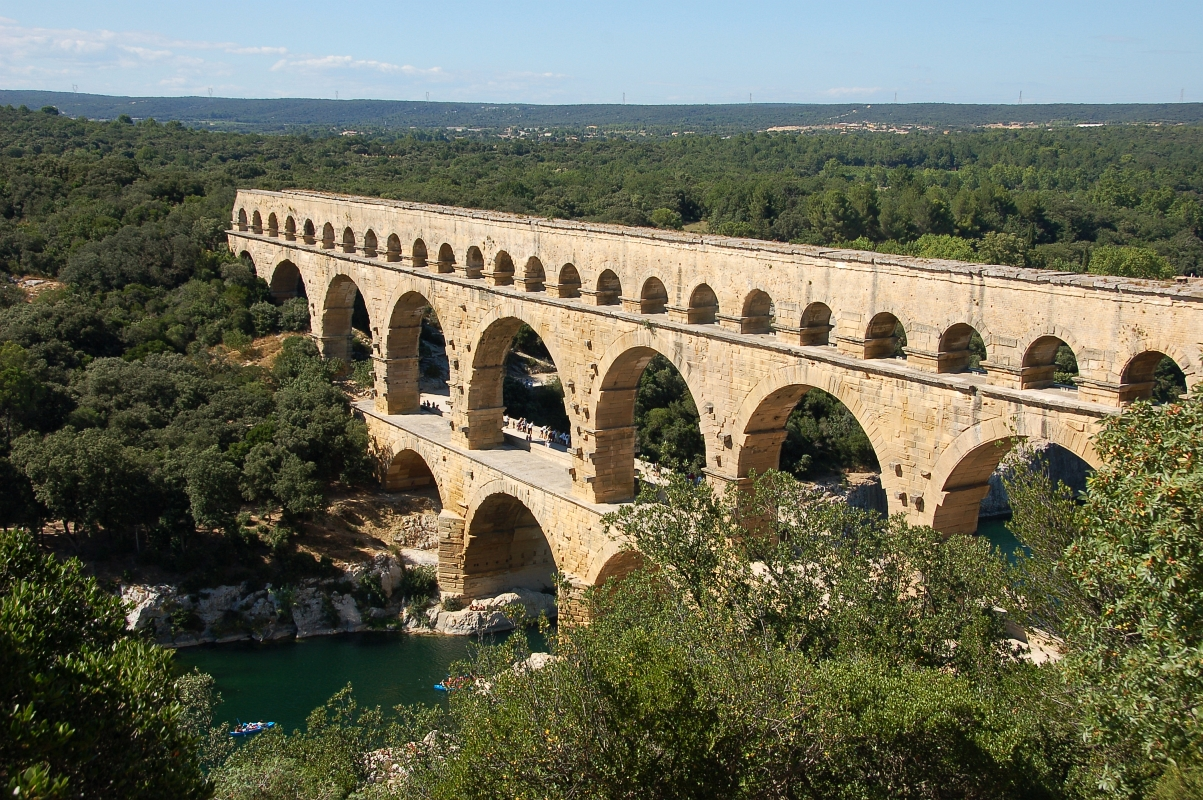
Pont de Gard

A fost construit în secolul 1 d.C. de către Romani, pentru aprovizionarea cu apă a orașului Nîmes (Nemausus). S-a găsit sursa de apă necesară, cu un debit suficient de mare, lȃngă localitatea Uzès (Ucetia), la nord de Nîmes, la 25 km distanță, în izvoarele Fontaine d’Eure („Fontes Urae“) care se varsă în rȃul Alzon (afluent al rȃului Gardon). Lucrările au durat peste 15 ani, reușindu-se în final alimentarea cu apă a orașului Nîmes, cu toate că diferența de nivel între Uzès (71 m altitudine) și Nîmes (58 m) era mică, de abea 13 m. Orașul a fost asigurat pȃnă în secolul al VI-lea cu 20.000-35.000 mc apă zilnic. Apeductul a fost abandonat în secolul al VI-lea. Apeductul a avut o lungime de cca 50 km, din cauza reliefului accidentat al zonei. Cea mai dificilă lucrare a fost traversarea rȃului Gardon (Gard). Piatra necesară a fost adusă din cariera de calcar învecinată „Gorges du Gardon“. Nu s-a folosit mortar. Podul-apeduct peste Gardon, numit „Pont du Gard“ este înalt de 49 m, cu 3 etaje suprapuse: etajul inferior (6 arcuri, 142 m lungime, 5 m lățime, 22 m înălțime), etajul mijlociu (11 arcuri, 242 m lungime, 4 m lățime, 20 m înălțime), etajul superior (35 arcuri, 275 m lungime, 3 m lățime, 7 m înălțime) și a fost declarat în 1985 monument UNESCO.

## Evoluția populației
| An        | 1975  | 1982  | 1990  | 1999  | 2006  | 2009  |
| --------- | ----- | ----- | ----- | ----- | ----- | ----- |
| Populație | 7.078 | 7.525 | 7.649 | 8.007 | 7.935 | 8.339 |

## Personalități născute aici
- Ferdinand Roybet (1840 - 1920), pictor, gravor.